# Luncani (okręg Bacău)
Luncani – wieś w Rumunii, w okręgu Bacău, w gminie Mărgineni. W 2011 roku liczyła 924 mieszkańców.